# 蘇珊·瓦格納
蘇珊·琳恩·瓦格納（英語：Susan Lynne Wagner，1961年—）是一名美國金融高管。她是美國跨國投資管理公司貝萊德的共同創始人之一，曾任副董事長兼首席營運官。貝萊德是全球最大的資產管理公司，截至2024年1月，管理資產達10.01萬億美元。
2011年，她入選兩份權威女性名單：「2011年紐約最具影響力女性」和「50位最具影響力的商界女性」。

## 早年生活和教育
瓦格納於1961年出生在芝加哥的一個猶太家庭。1982年，她以優異成績畢業於威爾斯利學院，取得英語與經濟學學士學位，並於1984年取得芝加哥大學金融工商管理碩士學位。

## 職業生涯
取得工商管理碩士學位後，瓦格納在雷曼兄弟擔任抵押貸款財務部的副總裁。1988年，瓦格納和雷夫·施洛斯坦（Ralph Schlosstein）離開雷曼，加入黑石金融集團。後來，黑石金融集團更名為貝萊德。
1988年，身為貝萊德的共同創辦人之一，瓦格納擔任副董事長兼營運長。她策劃了貝萊德的併購活動，其中包括Quellos、美林投資管理和巴克萊全球投資公司。在2012年從貝萊德退休之前，瓦格納將公司拓展至亞洲、中東和巴西。從貝萊德退休後，她成為該公司的董事會成員，也是哈克利學校信託委員會的成員。
2014年5月，瓦格納應威爾斯利學院2014年度畢業生之邀，發表畢業典禮演講。
2014年7月，瓦格納被任命為蘋果公司董事會成員，接替長期擔任董事會成員的威廉·坎貝爾。瓦格納是蘋果公司八人董事會中的第二位女性，也是唯一一位擁有金融背景的董事。2014年，她還被選入瑞士再保險董事會。

## 榮譽
2023年，瓦格納在聯合國獲頒婦女創業日金融先鋒獎，該獎表揚她們在各自領域的開拓者和創新者，她們激勵身邊的所有人用自己的生命對世界產生有意義的影響。